# Francisco Antonio Pinto
Francisco Antonio Pinto y Díaz de la Puente (Santiago, 23 juli 1785 – aldaar, 18 juli 1858) was een Chileens advocaat, militair en staatsman. Hij was van 8 mei 1827 tot 24 december 1829 president van Chili.

## Biografie

### Achtergrond
Hij was de zoon van Joaquín Pinto Fernández en Mercedes Díaz de la Puente y Darrigrande. Zijn ouders waren van geboorte Spanjaarden, ofschoon de wortels van het geslacht Pinto in Portugal liggen, waar het geslacht behoort tot de oudste adellijke geslachten. 

### Opleiding en vroege carrière
Pinto bezocht het Convictorio Carolino en studeerde daarna rechten aan de Koninklijke Universiteit van San Felipe. Vanaf 11 oktober 1808 mocht hij zich advocaat noemen. Hij sloot zich aan bij de lokale militie, Regimiento del Rey. In 1810 sloot hij zich aan bij de onafhankelijkheidsbeweging en werd als diplomaat door de voorlopige regering naar Buenos Aires gezonden waar hij de leiding kreeg over de diplomatieke missie aldaar (1811). In 1813 zond de regering hem naar het Verenigd Koninkrijk om de Britse regering te bewegen de onafhankelijkheid van Chili te erkennen. Het lukte hem evenwel niet om de Britten tot dit besluit te bewegen. Ook bij andere Europese landen was Pinto niet succesvol. In Europa kwam hem ter ore dat de Chilenen bij Rancagua een nederlaag hadden geleden tegen de Spanjaarden en dat het koloniale gezag was hersteld (oktober 1814). Dit belette hem echter niet om naar Zuid-Amerika terug te keren en zich aan te sluiten bij her Leger van de Andes dat een verbeten strijd voerde tegen Spanje en vóór de onafhankelijkheid van de Spaanse koloniën in Latijns Amerika. In 1820 werd hij bevorderd tot kolonel en in 1824, nadat de onafhankelijkheidsstrijders de Spanjaarden hadden verslagen, werd hij brigadegeneraal.
Regeringsleider (Director Supremo) Ramón Freire benoemde Pinto na zijn terugkeer in Chili tot minister van Binnen- en Buitenlandse Zaken (1824) en burgemeester van Coquimbo, een stad gelegen in het midden van het land. Op 22 februari 1825 trad hij wegens gezondheidsredenen af als minister en werd direct opnieuw benoemd tot burgemeester van Coquimbo. In die functie zamelde hij geld in voor de militaire expeditie naar de Chiloé archipel, om deze eilandengroep voor de kust te veroveren op de Spaanse kolonisator. De expeditie mislukte echter jammerlijk.

### President
Na het aftreden van Ramón Freire volgde Pinto hem op 8 mei 1827 op als president van Chili. Hij werd hiermee de vierde man die dit ambt op zich nam sinds de instelling van het presidentschap in 1826. Als president overzag hij de totstandkoming van de (liberale) grondwet van 1828. 
In mei 1829 werden de eerste presidentsverkiezingen gehouden onder de nieuwe grondwet. Pinto won de verkiezingen met 29,06% van de stemmen (118 kiesmannen). Francisco Ruiz-Tagle, die tweede eindigde of generaal José Joaquín Prieto, die derde eindige, kwamen krachtens de nieuwe grondwet in aanmerking voor het ambt van vicepresident. De liberalen, die het Nationaal Congres van Chili domineerden, weigerden echter Ruiz-Tagle of Prieto, die behoorden tot het conservatieve kamp, te benoemen. In plaats daarvan werd de nummer vier, Joaquín Vicuña, door het Congres aangesteld als vicepresident. Dit alles wekte de woede van de conservatieven, die probeerden via militaire staatsgreep geïnitieerd door generaal Prieto de macht te grijpen. De staatsgreep mislukte, maar mondde uit in de Burgeroorlog van 1829-1830.
Aan de vooravond van de burgeroorlog droeg Pinto, zogenaamd om gezondheidsredenen, zijn bevoegdheden over aan de voorzitter van de Senaat, Francisco Ramón Vicuña (16 juli 1829). Op 22 november trad Pinto af als president en werd Vicuña president van de republiek.

### Samenstelling kabinetten
| Ministerie (Presidentschap van Francisco Antonio Pinto) | Naam/Periode                                                         |
| ------------------------------------------------------- | -------------------------------------------------------------------- |
| Vicepresident                                           | Francisco Ramón Vicuña Larraín (1827-1829)                           |
| Binnen- en Buitenlandse Zaken                           | José Miguel del Solar (1827) Carlos Rodríguez (1827-1829)            |
| Oorlog en Marine                                        | José Manuel Borgoño (1827-1829)                                      |
| Financiën                                               | Ventura Blanco Encalada (1827-1828) Francisco Ruiz-Tagle (1828-1829) |

### Laatste jaren
Nadat de liberalen de burgeroorlog hadden verloren, trok Pinto zich uit het openbare leven terug. Hij keerde echter in 1841 in de politieke arena terug toen hij voor de Partido Liberal (Liberale Partij) in de Kamer van Afgevaardigden werd gekozen. Hij was ook voorzitter van de Kamer van Afgevaardigden (22 maart 1843 - 19 november 1844). De liberale partij schoof hem naar voren als kandidaat voor het presidentschap. Bij de presidentsverkiezingen van 1841 nam hij het op tegen generaal Manuel Bulnes verkreeg hij 5,49% van de stemmen en eindigde als tweede. Bulnes kreeg echter 93,90% van de stemmen en won dus met een enorme overmacht.
Van 1846 tot 1855 was Pinto lid van de Senaat. Hij bekleedde het voorzitterschap van de Senaat van 22 april 1846 tot 7 april 1851.
Francisco Antonio Pinto overleed op op 72-jarige leeftijd.

## Privé
Pinto trouwde op 13 december 1817 met Luisa Garmendia Aldurralde (geb. 1789). Uit dit huwelijk werden verscheidene kinderen geboren, w.o.: 
1. Enriqueta Pinto Garmendia (1817-1904), die in 1841 trouwde met Manuel Bulnes Prieto (1799-1866), president van Chili van 1841 tot 1851
2. Aníbal Pinto (1825-1884), president van Chili van 1876 tot 1881
3. Luisa Pinto Garmendia, getrouwd met de politicus Ricardo Ariztía Urmeneta (1820-1891)